# 帕尼人

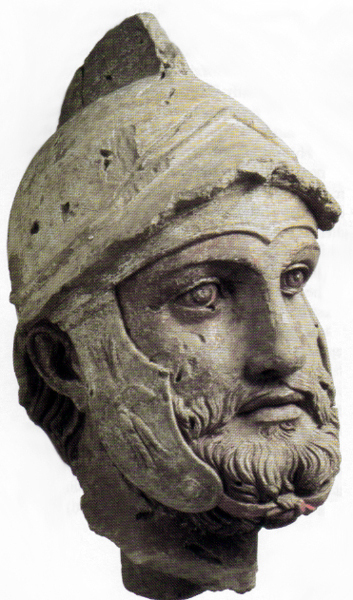
尼萨发现的帕提亚士兵俑，公元前2世纪

帕尼人（英語：Parni；希臘語：Πάρνοι Parnoi）又译帕尔尼人，是黑海東南哈里河河谷的東伊朗語語系民族，帕尼人是大益三個部落的其中一個。
約公元前三世紀，帕尼人入侵帕提亞，「趕走了希臘總督，並獲得了獨立，建立了新王朝」，即是安息帝國。

## 識別
伊朗語原文的來源並沒有交代帕尼人的任何跡象，關於這個民族的資料全部都源自希臘和拉丁的記述，而且這些資料都不是出自同一個時期。由於希臘語或拉丁語的命名和音譯並不一致，而且它的名字與其他部落相似，使帕尼人更難以被識別。另外，帕尼人可能與這些民族有關，「他們可能原居於俄羅斯南部，並與其他斯基泰人一起遷移」。現今對帕尼人的定位是基於希臘地理學家斯特拉博的著作而得，他的著作指出帕尼人居於黑海地區，相當於錫斯坦地區。

## 語言
帕尼人所用的語言並未得到完全證實，但是帕尼人一般认为属于使用东伊朗语的部落，后来则採用了西北伊朗语支的安息語，「由於帕尼人親近東伊朗的塞人，他們的語言也表現了強烈的東伊朗元素」。安息人對亞美尼亞有著一定的影響力，因此对于在亞美尼亞語當中仍可找到的一些东伊朗语痕跡，很多学者认为来自帕尼人的影响，如亞美尼亞語：，羅馬化：kari（“非常，强烈地”，比较佛教粟特语kʾ’y）及亞美尼亞語：，羅馬化：margare（“先知，巫师”，比较粟特语mʾrkry，佛教粟特语mārkarē，帕提亚语mʾrygr，摩尼教帕提亚语mārēgar）。
帕尼人所用的語言「被查士丁形容為斯基泰語與米底語之間，兼備兩者的特色」。

## 崛起
公元前247年，在安條克二世逝世後，埃及的托勒密三世攻陷了塞琉古帝國的首都安條克，「使塞琉古帝國的前景變得堪虞」，此時塞琉古帝國的帕提亞（呼羅珊西部）總督安德拉戈拉斯宣佈獨立。
同時，「具有斯基泰血統的阿爾沙克獲選為帕尼部落領袖」。由於失去了塞琉古帝國的軍事支援，安德拉戈拉斯在脫離了塞琉古帝國後難以維持他的領土，在約公元前238年，阿爾沙克與他的兄弟梯里達底帶領帕尼人入侵帕提亞，並控制了北部地區。
不久後，帕尼人奪得安德拉戈拉斯控制的帕提亞，安德拉戈拉斯陣亡。雖然塞琉古二世對帕尼人的討伐並不成功，但安條克三世在公元前209年得以在阿爾沙克二世手中為塞琉古帝國收復失地，阿爾沙克二世求和並作為塞琉古帝國的附庸。直到阿爾沙克二世的孫兒弗拉特斯一世帶領帕尼人取得獨立地位。
從史料編纂者用以構建安息帝國早期歷史的文獻所見，帕尼人與帕提亞人難以辨別。

## 影響
公元前238年，帕尼人攻陷古昌，名義上開創了安息帝國時代。安息皇室自稱是阿爾塔薛西斯二世的後裔。除了古昌和帕提亞之外，安息帝國征服了鄰近的王國，大部分征服所得的地區都以附庸的方式控制。
帕尼人也在薩珊王朝的文獻裡出現，作為親近薩珊王朝的七個封建家族之一。

## 註腳
1. 1 2 3 4  Lecoq 1987，第151頁
2. 1 2 3  Curtis & Stewart 2007，第7頁
3. ↑  de Blois & van der Spek 1997，第145頁
4. ↑  Schmitt, R., ,  2, Routledge & Kegan Paul, 1987  [2022-08-13], （原始内容存档于2022-09-27） pp.455-465
5. ↑  Curtis & Stewart 2007，第8頁
6. ↑  Bivar 2003，第6段
7. 1 2  Bivar 2003，第29頁
8. ↑  Bickerman 1983，第19頁
9. ↑  Bivar 2003，第31頁